# K.K.K.K.K.
| Críticas profissionais | Críticas profissionais |
| Avaliações da crítica  | Avaliações da crítica  |
| Fonte                  | Avaliação              |
| ---------------------- | ---------------------- |
| AllMusic               | [ 1 ]                  |
| Alternative Press      | 4/5                    |
| Pitchfork              | 4.0/10                 |
| Rolling Stone          | [ 4 ]                  |
| Spin                   | 7/10                   |

K.K.K.K.K. é o segundo álbum de estúdio da cantora japonesa Kahimi Karie. Foi originalmente lançado em julho de 1998 pela Crue-L Records no Japão. Em 1999, foi lançado nos Estados Unidos no Le Grand Magistery, com quatro remixes bônus adicionados à lista de faixas. Foi o segundo e último álbum de Karie a ser disponibilizado nos Estados Unidos, um ano após o lançamento de seu bem-recebido álbum auto-intitulado.
Como a maioria dos álbuns de Kahimi Karie, as músicas são predominantemente cantadas em inglês, embora várias sejam escritas em francês. Uma música com letras da própria Karie também está incluída ("What Is Blue?"), rara em seus primeiros trabalhos.